# Mi-Na Kim
Mi-Na Kim (Parma, 4 febbraio 1984) è una pallavolista italiana.
Gioca nel ruolo di palleggiatrice nel Club Sportivo Alba.

## Carriera
Mi-Na Kim, figlia del pallavolista sudcoreano Kim Ho-chul, comincia la sua carriera pallavolistica nel 2001, nella squadra della federazione italiana del Club Italia. Nella stagione 2002-03 fa il suo esordio nella pallavolo professionista con la squadra della Pallavolo Collecchio in Serie A2.
Dopo una parentesi in Serie B1 con il Conero e Ponterosso Volley Club Ancona, nella stagione 2004-05 viene ingaggiata dal Volleyball Club Lodi, in Serie A2, ma poco prima dell'inizio del campionato la squadra fallisce e rimane quindi senza un club. Tra il 2005 ed il 2009 disputa esclusivamente il campionato di Serie B1, prima con la Pallavolo Volta e poi con la Pallavolo Collecchio e con il Volleyball Santa Croce, eccetto la stagione 2006-07, fatta in Serie A2 con il Robur Tiboni Urbino Volley.
Nella stagione 2009-10 viene ingaggiata dalla Futura Volley Busto Arsizio, dove resta per due annate e con la quale effettua il suo esordio in Serie A1, vincendo la sua prima competizione, ossia la coppa CEV 2009-10.
Nella stagione 2011-12 passa al Volley Club 1999 Busnago, in Serie A2, mentre nella stagione successiva, è sempre in serie cadetta, vestendo però la maglia dell'AGIL Volley di Novara, ottenendo a fine campionato la promozione in Serie A1: resta legata quindi al club piemontese anche nella massima divisione del campionato italiano, per altre due stagioni, vincendo la Coppa Italia 2014-15.
Nell'annata 2015-16 si accasa al Pavia Volley in Serie B1, ma a metà campionato decide di ritirarsi dall'attività agonistica. Rientra però sui campi da gioco per disputare la stagione 2016-17 con il Club Sportivo Alba, sempre nella terza divisione nazionale.

## Palmarès

### Club
- Coppa Italia: 1

2014-15
- Coppa CEV: 1

2009-10